# Schwarzer Drückerfisch
Der Schwarze Drückerfisch (Melichthys niger) ist eine Art der Familie der Drückerfische (Balistidae). Er erreicht ausgewachsen eine Körperlänge von bis zu vierzig Zentimetern. Die Körperfarbe ist schwarz, am Ansatz der Rücken- und Afterflosse verläuft ein hellblauer dünner Streifen. Die Stirn ist etwas heller gefärbt und zeigt ein blaues Linienmuster.
Der Schwarze Drückerfisch lebt zirkumtropisch in allen tropischen Meeren vom Flachwasser bis in eine Meerestiefe von 35 Metern. Er hält sich in der Regel in der Nähe von Riffen auf und frisst Algen, Foraminiferen, Weichtiere, Krebstiere, Würmer, Stachelhäuter, Fische und deren Laich.